# Castellfort (kommun)
Castellfort är en kommun i Spanien.   Den ligger i provinsen Província de Castelló och regionen Valencia, i den östra delen av landet, 300 km öster om huvudstaden Madrid. Antalet invånare är 238. Arean är 67 kvadratkilometer. Castellfort gränsar till Ares del Maestre, Cinctorres, Morella, Portell de Morella och Villafranca del Cid/Vilafranca. 
Terrängen i Castellfort är huvudsakligen kuperad, men åt sydväst är den platt.